# Rog (tovarna)
Tovarna koles Rog, je bila slovensko podjetje, ki je izdelovalo kolesa v 20. stoletju. 

Od leta 2006 do 2021 je dolga leta zapuščeno in propadajočo tovarno sredi mesta začasno zasedla civilna družba, ki je prostor očistila in ga odprla javnosti pod imenom Avtonomna tovarna Rog (AOT). Lokalna skupnost samoorganizacijskega centra druženja in kulture ni sprejela za svojega. Tudi MOL v tem ni videl priložnosti po zgledu velikih evropskih metropol ter ga je zato za 17 mio EUR preuredil v Center Rog.

## Zgodovina
Zametke tovarne je leta 1871 postavil Ivan Janesh, ki je vzpostavil strojnico kož ter kasneje usnjarsko delavnico. Leta 1900 jo je kupil Karel Pollak, ki je zgradbe obnovil ter moderniziral. Leta 1922 je dodal dve etaži po načrtih češkega arhitekta Aloisa Karla, ki se je posvetoval tudi z Jožetom Plečnikom.
Leta 1937 je Pollak bankrotiral in tovarno je odkupil lastnik vrhniške usnjarne Mergenthaller. Leta 1945 je bila tovarna nacionalizirana in je prešla v državno last. Svet za industrijo Ljubljane je tovarniške prostore dodelil Tovarni koles in pisalnih strojev Rog, ki je na tem prostoru delovala do leta 1992. Leta 1951 so jo preuredili v tovarno koles.
Leta 1991 je bila tovarno denacionalizirana in proizvodnja v obratu na Trubarjevi cesti opuščena. Tovarna je samevala kot objekt MOL, ki je stavbo vključila v svoje programe s ciljem prenove tega v kulturni objekt. 
Leta 2006 so tovarno zasedli skvoterji in v različnih skupinah do januarja 2021 v njej organizirali razne kulturne dogodke – delavnice, koncerte, izposojevalnice, plesne studije itd. Prostor so uporabljali tudi za samoorganizacijsko medsebojno pomoč. Januarja 2021 so uporabnike Roga prisilno odstranili policisti in predstavniki mestne občine Ljubljana, leta 2023 pa je občina prostor odprla kot »Kreativni center Rog« s knjižnico, umetniškimi ateljeji, galerijami ter prestižno restavracijo. Kasneje se je preimenoval v Inštitut za znanost, tehnologijo, inženiring, razvoj umetnosti (IZTIRU).

## Kolesa
Med bolj znanimi kolesi proizvedenimi v tovarni je zložljiv model Pony.

Blagovno znamko Pony so v letu 2016 oživeli. Njen lastnik je GOR kolesa.
- Rog Pony
- Rog Pony 1950'